# Список умерших в 816 году

## Июнь
- 12 июня — Лев III, Папа Римский (795—816).

## Август
- 18 августа — Вульфер, архиепископ Реймса (802/803—816).

## Октябрь
- 28 октября — Бего, граф Парижа, граф Тулузы и маркиз Септимании.

## Ноябрь
- 4 ноября — Фатима аль-Маасума (26), дочь седьмого имама шиитов-имамитов Мусы аль-Казима, почитается мусульманами-шиитами как святая.

## Дата смерти неизвестна или требует уточнения
- Анфрид, епископ Брешиа (около 800—816).
- Веласко, граф Памплоны (799—816).
- Кинан ап Ридерх, король Альт Клуита (798—816).
- Кинан Диндайтуи ап Родри, король Гвинеда (798—814).
- Ли Хэ, китайский поэт.